# Икаст
Икаст (дан. Ikast) је град у Данској, у средишњем делу државе. Град је у оквиру покрајине Средишње Данске, где са околним насељима чини једну од општина, Општину Икаст-Бранде.

## Природни услови
Икаст се налази у средишњем делу Данске. Од главног града Копенхагена, град је удаљен 300 километара западно. Најближи значајнији град је Орхус, 75 километара источно од Икаста.
Град Икаст се налази у средишњем делу данског полуострва Јиланд. Подручје око града је равничарско. Надморска висина града креће се од 60 до 80 метара.

## Историја
Подручје Икаста било је насељено још у доба праисторије. Данашње насеље јавља се средином средњег века.
Насеље споро развијало, па је све до средине 20. века то било малено насеље.
И поред петогодишње окупације Данске (1940-45.) од стране Трећег рајха Икаст и његово становништво нису много страдали.

## Становништво
Икаст је 2010. године имао око 15 хиљада у градским границама и око 40 хиљаде са околним насељима.

## Збирка
- Црква у Икасту
- Тржни центар
- Стари водоторањ